# Ивановский переулок (Сестрорецк)
Ива́новский переу́лок — переулок в городе Сестрорецке Курортного района Санкт-Петербурга. Проходит от Гагаринской улицы до Ивановской улицы. Далее продолжается 24-й дорожкой садоводства «Разлив».
Название появилось в первой четверти XX века. Происходит от наименования Ивановской улицы.

## Перекрёстки
- Гагаринская улица
- Ясельный переулок
- Ивановская улица